# أنغورود (تكاب)
أنغورود هي قرية في مقاطعة تكاب، إيران. يقدر عدد سكانها بـ 693 نسمة بحسب إحصاء 2016.